# Zenit (família de foguetes)

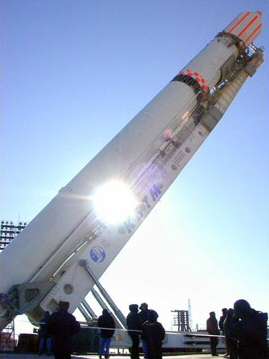
Um foguete Zenit-2 sendo posicionado para lançamento em Baikonur, 10 de Dezembro de 2001.

Zenit (em russo, Зени́т, em ucraniano, Зеніт, que significa Zênite), é uma família de veículos de lançamento descartáveis, desenvolvidos pelo antigo OKB-586, atual Yuzhnoye Design Bureau, na Ucrânia.
O projeto teve início na década de 1960, com dois objetivos: servir como um foguete auxiliar para um foguete muito maior, o Energia, e também, com um segundo estágio acoplado, servir como um veículo lançador individual. Além disso, havia planos
de foguetes Zenit, substituírem os Soyuz, como lançador para as missões espaciais tripuladas, mas esses planos foram abandonados após a dissolução da União Soviética.
O Zenit, utilizado como veículo lançador, possui três estágios, sendo que os dois primeiros, usam RP-1 e LOX como propelentes, podendo as variações do terceiro estágio usarem a mesma combinação, ou o par: N2O4 e UDMH.

## Modelos
- Zenit-2
- Zenit-2M
- Zenit-3F
- Zenit-3SL
- Zenit-3SLB